# 大赫爾巴赫河
49°3′28.98″N 13°17′40.31″E / 49.0580500°N 13.2945306°E

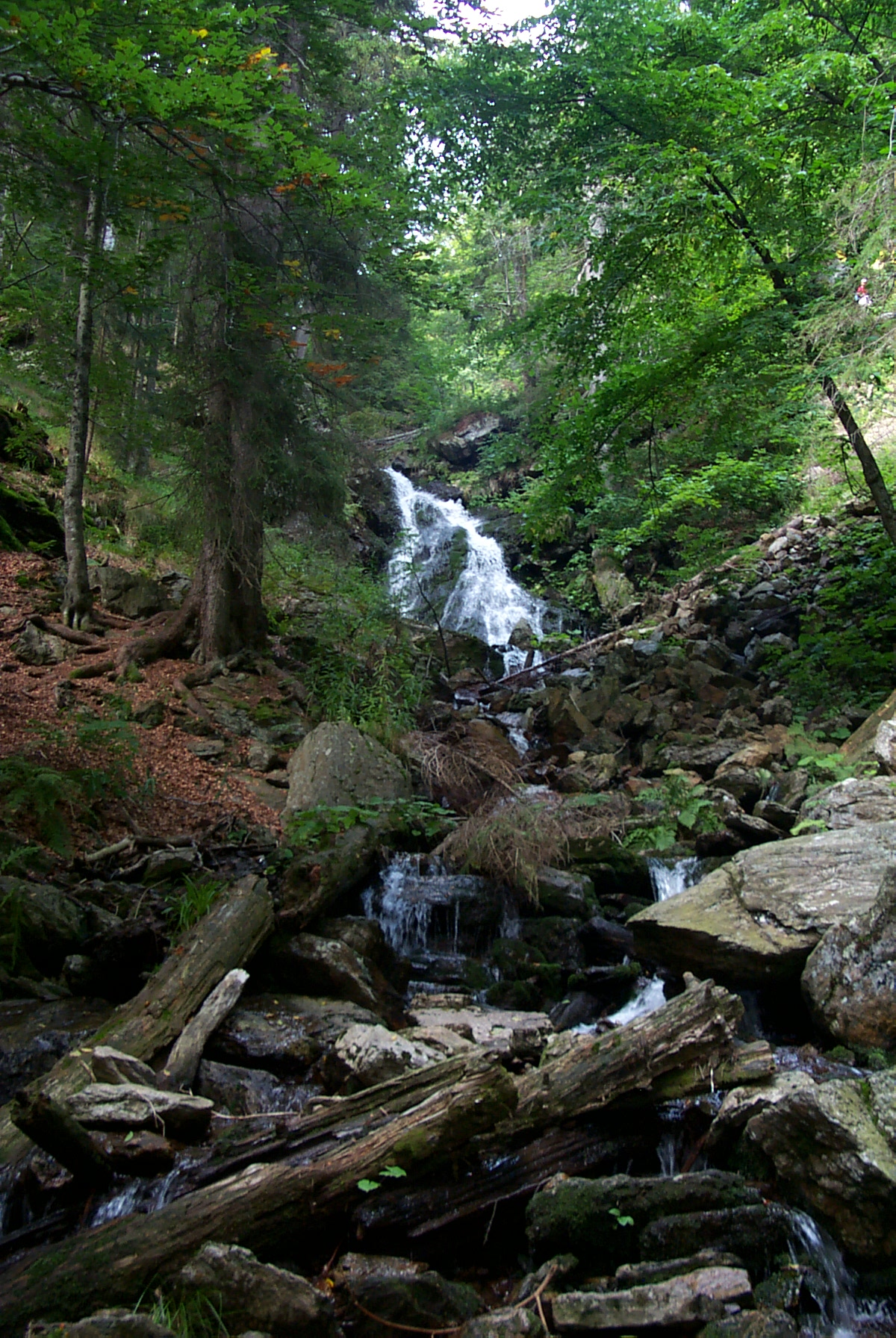

大赫爾巴赫河是德國的河流，位於該國東南部，由巴伐利亞負責管轄，該河流屬於大雷根河的支流，河道全長4.7公里，流經雷根縣。